# Mimas brunnea-transversa
Mimas brunnea-transversa är en fjärilsart som beskrevs av Tutt 1902. Mimas brunnea-transversa ingår i släktet Mimas och familjen svärmare. Inga underarter finns listade i Catalogue of Life.